# Omniglyptidae
Omniglyptidae is een familie van weekdieren uit de klasse van de Scaphopoda (tandschelpen).

## Geslacht
- Omniglypta Pilsbry, 1905